# Charleroi (Pennsylvania)
Charleroi è un comune (borough) degli Stati Uniti d'America nella contea di Washington, in Pennsylvania.
La cittadina, posta sulle riva del fiume Monongahela, fa parte dell'area metropolitana di Pittsburgh.
Deve il suo nome alla città di Charleroi in Belgio.